# Björsäter
Björsäter – miejscowość (tätort) w Szwecji, w regionie administracyjnym (län) Östergötland, w gminie Åtvidaberg.
Według danych Szwedzkiego Urzędu Statystycznego liczba ludności wyniosła: 411 (31 grudnia 2015), 387 (31 grudnia 2018) i 403 (31 grudnia 2019).